# Гладно поле (квартал)
Гладно поле е квартал в Пловдив, административно е част от Район Източен. Слабо населен, в неговата територия голяма площ заемат няколко търговски хипермаркети, офис сгради и военна база. На запад граничи с Каменица, на север – Цариградско шосе, на изток – булевард „Освобождение“, а южната му граница е булевард „Санкт Петербург“.